# Byrrhinus vatovai
Byrrhinus vatovai är en skalbaggsart som först beskrevs av Maurice Pic 1953.  Byrrhinus vatovai ingår i släktet Byrrhinus och familjen lerstrandbaggar. Inga underarter finns listade i Catalogue of Life.